# 큐티 허니: 티어스
큐티 허니: 티어스(CUTIE HONEY -TEARS-)는 일본에서 제작된 아사이 타케시 감독의 2016년 SF 영화이다. 니시우치 마리야 등이 주연으로 출연하였다.

## 출연

### 주연
- 니시우치 마리야
- 미우라 타카히로
- 이시다 니콜

### 조연
- 타카오카 소우스케
- 나가세 타스쿠